# ガルワール
ガルワール（ヒンディー語：गढ़वाल、Garhwal）は、インド、ウッタラーカンド州の西側の地方。チャモーリー県、ティヘリー・ガルワール県、パウリー・ガルワール県、ルドラプラヤーグ県、ハリドワール県、ウッタルカーシー県を含む。住民はガルワーリー語を話す。

## 歴史
9世紀頃以降、カナク・パールによりガルワール王国が創始された。
18世紀末から19世紀初頭にかけて、ネパール王国が侵攻した。